# فیرفیلد، شهرستان هاید، کارولینای شمالی
فیرفیلد (به انگلیسی: Fairfield) یک منطقهٔ مسکونی در ایالات متحده آمریکا است که در کارولینای شمالی واقع شده‌است. فیرفیلد ۱۸٫۲ کیلومتر مربع مساحت و ۲۵۸ نفر جمعیت دارد و ۱٫۲۲ متر بالاتر از سطح دریا واقع شده‌است.